# Похвальная медаль (США)
Похвальная медаль (англ. Commendation Medal) — боевая награда в Вооружённых силах США, вручаемая за проявление героизма и безупречную службу. Имеет пять вариантов: по одному на четыре рода войск и один, вручаемый в случае службы под руководством Объединённого командования Министерства обороны США.

## Варианты
Похвальная медаль Объединённого командования учреждена 25 июня 1963. Может иметь дополнительные знаки:
- Дубовые листья (за повторные награждения)
- Литера «V» (за доблесть при прямом контакте с врагом)

Армейской Похвальной медалью могут быть награждены военнослужащие в звании до полковника включительно, проходившие службу в армии США после 6 декабря 1941 года. Основанием для вручения медали могут стать особые заслуги в службе, проявление мужества с риском для жизни или безупречное выполнение обязанностей. Дополнительные знаки:
- Дубовые листья (за повторные награждения)
- Литера «V» (за доблесть при прямом контакте с врагом)
- Литера «C» (за безупречную службу в боевых условиях)
- Литера «R» (за прямое и незамедлительное влияние на ход боя, оказанной из удалённого расположения)

Похвальная медаль ВВС была учреждена в 1958, до этого момента военнослужащие Военно-воздушны сил США получали Армейскую Похвальную медаль. Условия награждения и дополнительные знаки аналогичны Армейской Похвальной медали.
Военно-морская Похвальная лента была учреждена в ВМС США в ноябре 1943 года, и преобразована в Военно-морскую Похвальную медаль в 1960 году. По сравнению с другими вариантами Похвальной медали, исторически военно-морской вариант выдавался реже и считался несколько старше. Медалью награждались либо непосредственные участники боевых действий (с литерой «V»), либо высшие офицеры при окончании карьеры или службы в определённом подразделении. Однако, в начале 2000-х медаль стала вручаться значительно чаще, в том числе и младшим офицерам.
Береговая охрана США учредила Похвальную ленту Береговой охраны в 1947, а в 1959 году лента была преобразована в Похвальную медаль Береговой охраны. Условия награждения аналогичны варианту ВМС.
Дополнительные знаки медалей ВМС и береговой охраны: звезда повторного награждения, литера «V», литера «O».

## Внешний вид

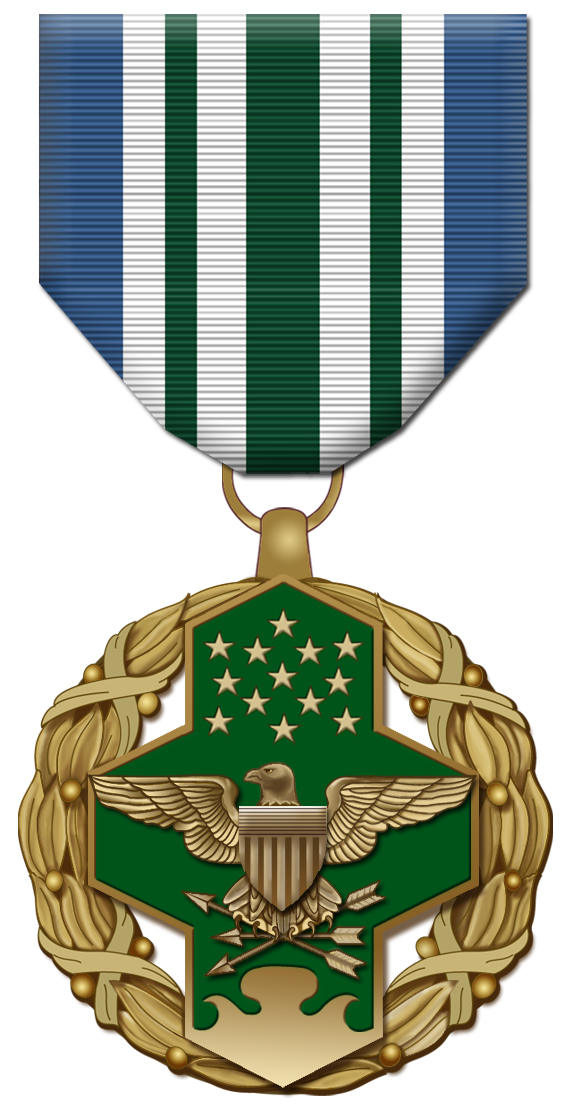
Похвальная медаль Объединённого командования
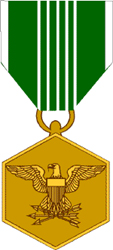
Армейская Похвальная медаль
Похвальная медаль ВВС
Военно-морская Похвальная медаль
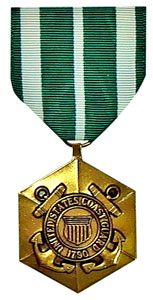
Похвальная медаль Береговой охраны